# Réserve de chasse
Pour les articles homonymes, voir Réserve.
Une réserve de chasse est une zone où, dans l'intérêt de la conservation générale du gibier et de la faune, la chasse est interdite en accord avec les autorités cynégétiques,. 

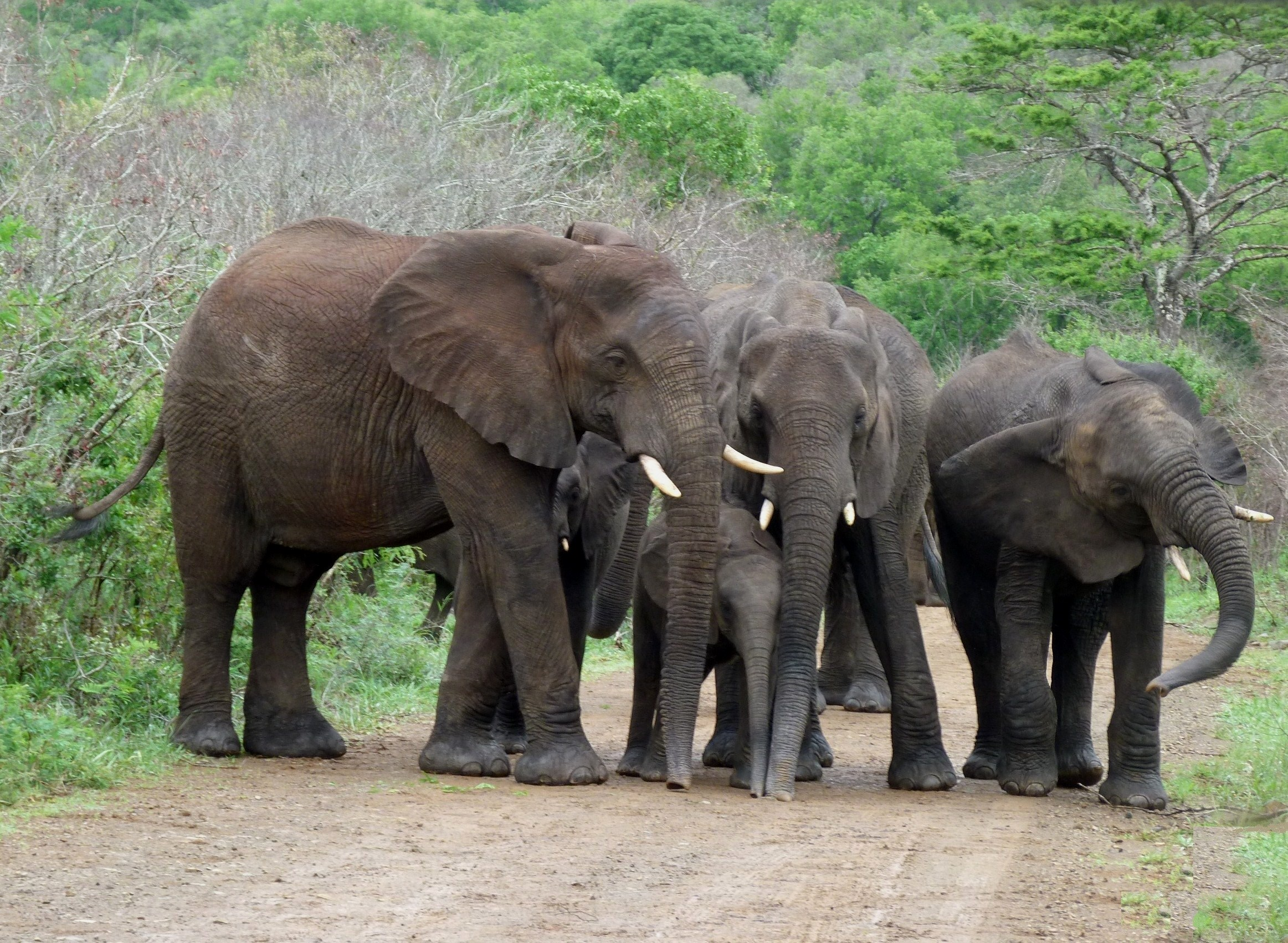
Groupe familial, mâles et femelles protégeant les petits dans la réserve d'Hluhluwe-Umfolozi, première « réserve de chasse » créée en Afrique (plus précisément au KwaZulu-Natal au XIXe siècle) ; la chasse y est interdite, mais le tourisme et les safaris photos autorisés, sous certaines conditions.

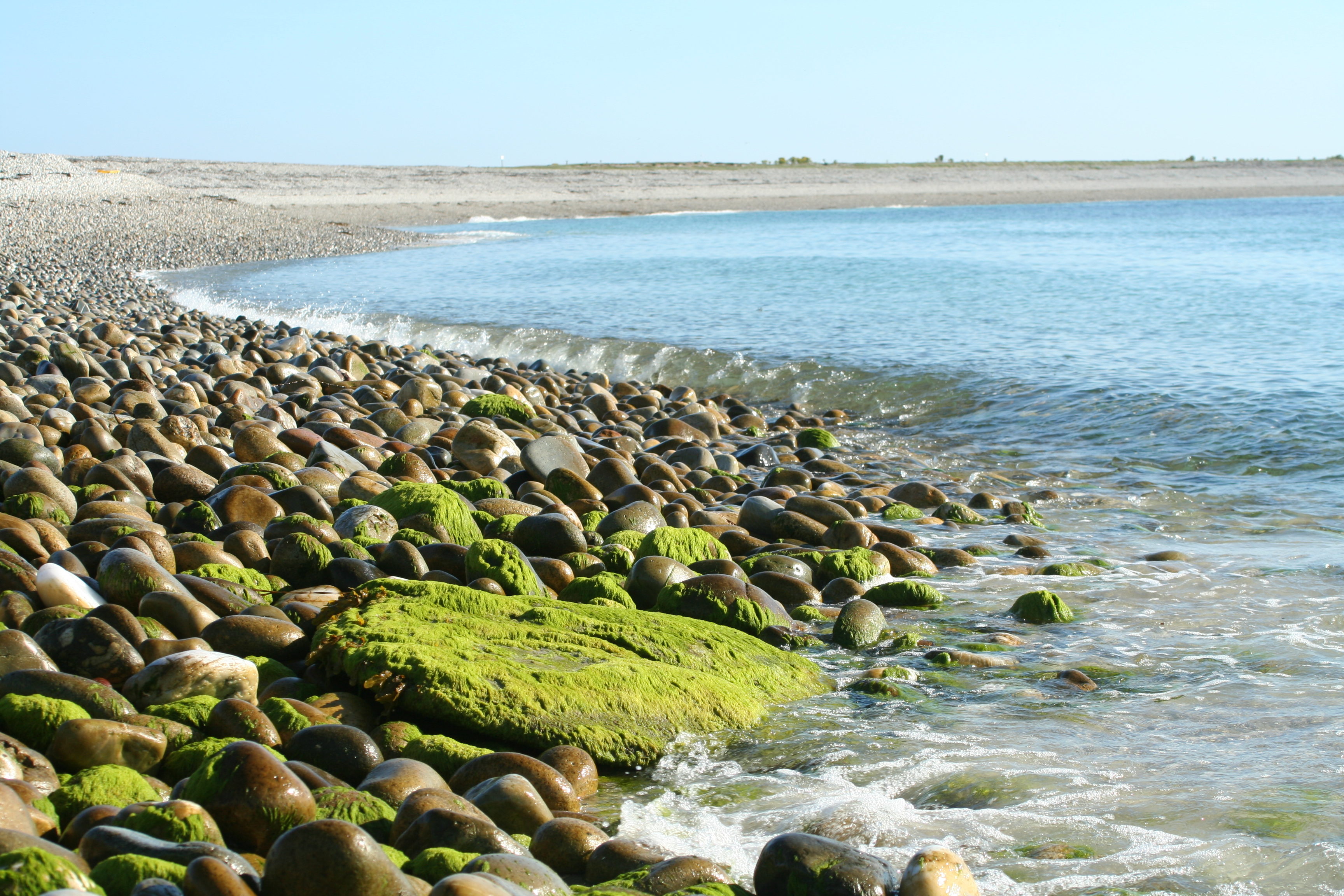
Une réserve de chasse peut aussi être située en pleine mer, comme l'est en France l'île de Béniguet, gérée par l'ONCFS

Certaines de ces réserves visent la protection d'une espèce particulière (gazelle dans certaines « réserves de chasse royales » du Maroc, canard siffleur dans la réserve de chasse maritime de la baie du Mont-Saint-Michel (France), ou toute la faune d'une région (par exemple la réserve d'Hluhluwe-Umfolozi). Certaines réserves de chasse sont associées à un milieu particulier (ex : réserve de chasse du lac Sahaka à Madagascar, créée en 1969) pour protéger la faune typique du pourtour du lac contre sa surexploitation en viande de brousse.
Le pendant « halieutique » de ce type de réserve est la « réserve de pêche ».

## Autre sens donné à l'expression «réserve de chasse», ou expressions proches
Ne doit pas être confondu avec Domaine de chasse.
- En France, cette expression a autrefois (1798) pu désigner les anciens domaines de chasse royaux, réservés aux nobles et interdits au petit peuple[7].

- L'expression est aussi parfois utilisée de manière ambiguë pour décrire des zones, enclos de chasse (ou enclos cynégétiques) où des espèces-gibier sont au contraire mise à disposition de chasseurs locaux ou étrangers prêts à venir chasser là  des espèces devenues rares ou qui sont plus difficiles à trouver dans la nature. Il peut ainsi donner lieu à une forme de tourisme cynégétique (par exemple avec dans les années 1960 en Somalie une « réserve de chasse » spécialement réservée aux touristes afin qu'ils puissent venir chasser certains ongulés[8]).

## Histoire
On connait quelques exemples anciens de zones soustraites à la chasse, dont en Pologne la forêt de Bialovèse où les derniers exemplaires du bison d'Europe ont pu être sauvé de l'extermination. 
Au XIXe siècle de nombreux parcs nationaux sont devenus des aires protégées.

## Rôles des réserves de chasse
Ce sont des endroits où les animaux peuvent se reproduire en toute quiétude. 
Elles constituent une source de gibier pour repeupler des territoires où certaines espèces ont été décimées par la chasse, un « réservoir d'animaux de proximité (pour les territoires jouxtant la réserve) ou un rôle de réservoir éloigné. C'est ainsi que les réserves nationales de chasse et de faune sauvage de Chambord (Loir-et-Cher) et de La Petite Pierre (Bas-Rhin) ont exporté dans des territoires éloignés 4 530 cerfs, Cervus elaphus, entre 1955 et 1995 ».

## Gestion
Ces réserves font l'objet d'une gestion conservatoire ou restauratoire dont les objectifs sont plus cynégétiques que dans les autres réserves naturelles.
En cas de forte concentration de grands mammifères herbivores ou omnivores et pour y limiter ou réguler les risques écoépidémiologiques, l'ONCFS peut y recommander un plan de chasse, incluant la réserve et sa périphérie ; ce fut le cas pour des chamois (Rupicapra rupicapra) victimes de kératoconjonctivite sur 20 000 en Haute-Savoie. 
En revanche, « pour le petit gibier et pour le gibier d'eau, il faut […], la plupart du temps, maintenir des réserves intégrales. En effet, dans le cas du petit gibier, le milieu (agricole) continue à se dégrader et les effectifs de populations ne remontent pas dans certains endroits, malgré la suspension de la chasse. Dans le cas du gibier d'eau, les oiseaux ont un besoin impérieux de refuges, notamment de zones de repos diurnes ».
La gestion peut faire l'objet d'une évaluation environnementale par des inventaires naturalistes et des études écologiques sur la base desquels des bilans peuvent être proposés.

## Limites du concept et critiques
La notion de réserve de chasse est périodiquement critiquée ou remise en cause, pour des raisons différentes :
- des raisons d'éthique environnementale quand elles donnent l'impression de justifier un manque de gestion ailleurs. Certains leur préfèrent une trame verte et bleue nationale plus propice aux déplacements naturels du gibier et de la faune sauvage et à une recolonisation plus naturelle des milieux ; d'autres leurs préfèrent un statut plus clair de  véritables réserves naturelles ou parcs nationaux alors gérés comme tels.

- Un autre problème est que quelques espèces opportunistes comme le sanglier comprennent assez rapidement qu'ils peuvent s'y réfugier en période de chasse ou toute l'année. Faute de grands prédateurs sauvages (loup, lynx, ou, dans une moindre mesure, ours brun) ils peuvent alors y pulluler et manquer de nourriture, ce qui les conduit à faire des dégâts dans les propriétés et champs cultivés périphériques.

Quand ils pullulent ou sont maintenus dans la réserve par une pression de chasse périphérique, en raison de leur promiscuité, ils sont également plus vulnérables à la consanguinité, à la dérive génétique et aux parasitoses (via les tiques par exemple), et peuvent alors devenir des vecteurs de maladies, zoonotiques notamment, pouvant aussi affecter des espèces d'élevage (vaches, porcs...) et l'être humain.